# 张外
张外（4世纪？—413年）北魏起事首领，西河胡人。
魏明元帝永兴五年（413年）五月，张外与建兴王绍等人起兵反魏。明元帝拓跋嗣派遣会稽公刘潔、永安侯魏勤率兵三千镇守西河进行招讨。七月，因为河西胡曹龙势众，张外前去归附，杀马结盟，推曹龙为大单于，献马牛、饮食帮助曹龙。八月，曹龙降魏，将张外擒获献给北魏，张外于是被杀害。